# Сопротивление японских военнослужащих после капитуляции Японии в 1945 году
Сопротивление японских военнослужащих после капитуляции Японии в сентябре 1945 года («За́нрю», букв. «оставшиеся [там]», с яп. — «残留», «оставаться [за]») исходило со стороны небольших, отдельных групп солдат и офицеров японской императорской армии, а также от отдельных военнослужащих, продолжавших вооружённую борьбу с силами союзных держав, как правило — с воинскими частями армии США и местными вооружёнными формированиями.

## Общие сведения
Эти немногочисленные, ушедшие в глубокие джунгли тихоокеанских островов, Индонезии и Индокитая вооружённые группы и одиночки руководствовались различными побудительными мотивами для продолжения «своей войны». Некоторые из них были воспитаны в фанатичной преданности долгу, Родине и императору. Для них окончание войны — в случае поражения Японии — могло означать только доблестную смерть в бою с врагом. Другие не признавали легитимность заключённого 2 сентября 1945 года соглашения о полной и безоговорочной капитуляции Японии. Некоторые же продолжали воевать, вообще не зная о капитуляции, так как были информационно изолированы от Токио. Были и такие, кто боялся сдаваться в плен, будучи убежденными, что в этом случае их ждет расстрел.
Некоторые из этих японских солдат и офицеров продолжали оказывать вооружённое сопротивление американским войскам и затем — местным военным и полицейским частям — на протяжении нескольких лет и даже десятилетий после окончания Второй мировой войны. Вплоть до наших дней становятся известны случаи обнаружения в странах Юго-Восточной Азии отдельных бывших солдат японской императорской армии, избежавших плена потому, что в 1945 году ушли в джунгли, однако впоследствии, узнав о капитуляции своей страны, прекративших сопротивление и натурализовавшихся в странах пребывания. Одним из последних известных активных участников японского сопротивления после окончания Второй мировой войны считается Тэруо Накамура, сдавшийся индонезийским солдатам в декабре 1974 года.

## Хронология
- 1 декабря 1945 года на острове Сайпан капитулировало подразделение японских военнослужащих бывшего 18-го пехотного полка из 46 человек во главе с капитаном Сакаэ Обой. Это была последняя японская регулярная часть на Сайпане, продолжавшая сопротивление союзным войскам.
- 1 января 1946 года 20 военнослужащих японской армии, прятавшихся в туннеле на острове Коррехидор, сдались американскому военнослужащему.
- Майор Сэй Игава (井川 省) перешёл на сторону подразделений Вьетминя и служил там офицером. Погиб в сражении с французскими войсками в 1946 году.
- На филиппинском острове Лубанг с 1944 по 1951 год скрывался и вёл свою «герилью» Юити Акацу (赤津 勇一).
- Лейтенант японского флота Хидэо Хориути (堀内 秀雄) перешёл на сторону индонезийских партизан и принимал участие в их борьбе с голландскими колониальными властями. Был схвачен голландцами 13 августа 1946 года.
- В марте 1947 года младший лейтенант Эй Ямагути (山口 永) во главе отряда из 33 японских солдат атаковал на острове Пелелиу американскую морскую базу. В апреле того же года его отряд сдался после того, как японский адмирал известил Ямагути о том, что война уже давно окончена.
- 12 мая 1948 года Associated Press сообщило, что накануне на Гуаме два японских солдата сдались полицейским.
- 6 января 1949 года Ямакагэ Куфуку и Мацудо Линсоки, два пулемётчика Императорского японского флота, сдались на Иводзиме.
- 20 мая 1950 года, в сражении с французскими войсками, был убит майор Такуо Исии (яп. 石井卓雄), перешедший в 1945 году в Индокитае, после известия о капитуляции Японии, на сторону Вьетминя.
- 27 июня 1951 года Associated Press сообщило, что японский старшина, который сдался на острове Анатахан в Марианах за две недели до этого, сказал, что там было еще 18 солдат. Самолет ВМС США, пролетевший над островом, заметил 18 японских солдат на пляже, размахивающих белыми флагами. Однако флот оставался осторожным, так как японский старшина предупредил, что солдаты были «хорошо вооружены и что некоторые из них угрожали убить любого, кто попытается сдаться. Лидеры заявляют, что верят в то, что война все еще продолжается». Флот выслал морской буксир на остров в надежде забрать некоторых или всех солдат без происшествий. После официальной церемонии капитуляции все люди были возвращены в Японию.
- Мурата Сусуму, последний солдат битвы при Тиниане, был взят в плен в 1953 году.
- В 1954 году, тоже на Лубанге, погиб в перестрелке с филиппинскими солдатами Сёити Симада (島田 庄一).
- В 1955 году четыре японских летчика сдались в плен в Голландской Новой Гвинее: Какуо Симада, Кумао Симокубо, Мамору Одзима и Дзяэгаси Сандзо. Они были выжившими из большой группы.
- В ноябре 1955 года моряк Нобуро Киносита был захвачен в плен в джунглях Лусона, но вскоре после этого покончил с собой через повешение вместо того, чтобы «вернуться в Японию с поражением».
- В 1956 году девять солдат были обнаружены и отправлены домой из Моротая.
- В ноябре 1956 года на острове Миндоро сдались четыре человека: лейтенант Сигэити Ямамото и капралы Унитаро Исии, Масадди Идзумида и Дзюхиэ Накано.
- Лейтенант Кикуо Танимото (яп. 谷本喜久男), после капитуляции Японии продолжавший воевать в качестве офицера в составе отрядов Вьетминя, возвратился в Японию после провозглашения независимости Вьетнама в 1954 году.
- В мае 1960 года на острове Гуам сдался американским солдатам рядовой 1 класса Бундзо Минагава (皆川 文蔵).
- 23 мая 1960 года, через несколько дней после Минагавы, сдался на Гуаме сержант Тадаси Ито (伊藤 正), его командир.
- В 1964 году от отравления ядовитыми плодами федериковой пальмы на острове Гуам погибли Микио Сати и Накабата Сато.
- В январе 1972 года, также на Гуаме, был взят в плен ещё один военнослужащий из группы Ито, сержант Сёити Ёкои.
- В 1972 году в перестрелке с филиппинскими солдатами погиб Кинсити Кодзука (小塚 金七).

- В марте 1974 года на филиппинском острове Лубанг по приказу своего бывшего командира сдался офицер японской разведки Хиро Онода, бывший здесь с 1944 года, в одной группе с Акацу, Симадой и Кодзукой. Онода считается одним из самых известных японских военнослужащих, которые сдались после капитуляции Японии.
- В декабре 1974 года при помощи индонезийских ВВС на острове Моротай был обнаружён рядовой 1 класса Тэруо Накамура, впоследствии захваченный посланным специально для его поимки отрядом.
- Газета «Асахи симбун» сообщила в январе 1980 года, что капитан Фумио Накахару (中晴文夫) всё ещё проживает на горе Халкон на Филиппинах. Поисковая группа, возглавляемая его бывшим товарищем по оружию Исао Миядзавой (宮沢功), полагала, что нашла его хижину. Миядзава искал Накахару уже много лет, однако никаких доказательств того, что Накахара дожил до 1980 года, не было задокументировано.
- В 1981 году парламент Японии упомянул газетные сообщения о том, что «оставшиеся» всё ещё живут в лесу на острове Велья-Лавелья, и сказал, что поиски проводились несколько раз в течение десятилетий, но сказал, что информация была слишком скудной, чтобы предпринять какие-либо дальнейшие действия.
- В 1990 году на юге Таиланда были обнаружены бывшие работники японской компании в Малайзии Киёаки Танака (田中 清明) и Сигэюки Хасимото (橋本 恵之), после капитуляции Японии воевавшие с англичанами в составе вооружённых отрядов малайских коммунистов[1]. По полученной от них информации, после окончания Второй мировой войны в отрядах малайских партизан продолжали свою «герилью» не менее 200 японских военнослужащих и гражданских лиц, не сумевших вовремя покинуть Индокитай.
- В 2005 году на филиппинском острове Минданао были обнаружены 87-летний лейтенант Ёсио Ямакава и 83-летний ефрейтор Судзуки Накаути, которые прятались там, боясь наказания за дезертирство. Посольство Японии в Филиппинах заявило, что не исключает факта, что «в филиппинских лесах всё ещё прячутся десятки японских солдат, не знающих о том, что война давно закончена»[2].